# جون الثاني، كونت هولندا
جان الثاني من أفيسنيس (1247 – 22 أغسطس 1304) كان كونت هينو، وكونت هولندا، وكونت زيلند.

## السيرة الذاتية
جان الثاني كان من مواليد 1247؛ بحيث أنه الابن البكر لـ جان الأول من أفيسنيس وزوجته أديلايد ابنة الكونت فلوريس الرابع الهولندي، أصبح كونت هينو منذ 1280 حتى وفاته وكونت هولندا منذ 1299 حتى وفاته، استمر جان في حرب بين أسرة أفيسنيس وأسرة دامبيير بحيث عارضه عمه على امتلاكه لفلاندرز الإمبراطورية.
أصبح كونت هولندا في 1299 مع وفاة جان الأول كونت هولندا، كانت والدته أديلايد الوصية ووريثة لهذه الكونتية، استمر الاتحاد الشخصي بين هينو وهولندا-زيلند لمدة نصف قرن أُخرى.
في السابق كان خاله ويليام الثاني كونت هولندا قاتل الفلمنكيون من أجل زيلند، ومع ذلك طلب جان المساعدة من الفرنسيين ضد فلاندرز، استطاع الفرنسيين التغلب على الفلمنكيين في 1300 و1301 وهزم المتمردون في زيلند، ومع ذلك أصبح شقيقه الأصغر غي أسقف أوتريخت هذه المدينة ضمن أراضي الأعداء.
إلا أن المد تغير بشكل كبير مع انتفاضة الفلمنكية وهزيمة الجيش الفرنسي في معركة الرماح الذهبية في 1302 حيث قُتل فيها ابنه البكر، ومع ذلك هاجم الوطنيون الفلمنكيون هينو وزيلند مدعومين من قبل السكان الساخطين هناك، هزم غي من نامور ابنه جان ويليام في معركة على جزيرة دافيلند وبذلك أصبح الأسقف غي أسير عندهم، واستطاع غي والدوق جان الثاني من برابانت احتلال معظم أوتريخت وهولندا وزيلند، ومع ذلك غي هزم في نهاية المطاف في 1304 من قبل أسطول الفرنسي الهولندي في معركة زيريكزي البحرية؛ بذلك استعادة جان معظم سلطته؛ إلا أنه وافته المنية في نفس العام.

## الذرية
في 1270 تزوج جان من فيليبا من لوكسمبورغ ابنة الكونت هاينريش الخامس من لوكسمبورغ ومارغريت من بار؛ وانجبت له:-
1. جان دوق بومون، كونت أوسترفنت؛ قُتل في معركة في 1302.[1]
2. هنري، مشرع كنسي في كامبريه (توفي.1303).[1]
3. ويليام الأول من هينو والثالث من هينو (1286 - 7 يونيو 1337)؛ تزوج من جوانا من فالوا ابنة شارل كونت فالوا.[1]
4. جان (1288 - 11 مارس 1256)؛ تزوج من مارغريت، كونتيسة سواسون.[1]
5. مارغريت (توفيت.18 أكتوبر 1342)؛ متزوجة من روبرت الثاني، كونت أرتوا توفي في معركة الرماح الذهبية في 1302.[1]
6. أليس (توفيت.26 أكتوبر 1317)؛ تزوجت من روجر بيغود، إيرل نورفولك الخامس؛ ليس لديهم ذرية.[1]
7. إيزابيل (توفيت.1305)؛ تزوجت من رؤوال الثاني من نيسل؛ قُتل في معركة الرماح الذهبية في 1302.[1]
8. جوان، راهبة في فونتينيل.[1]
9. ماري (1280 - 1354)؛ تزوجت من لويس الأول، دوق بوربون.[1]
10. ماتيلدا، راهبة في نيفيل.[1]
11. ويليام دي كوسر (ابن غير شرعي).[6]
12. أليد فان زاندنبرغ (ابنة غير شرعية)؛ تزوجت أولا من فولفيرت الثاني من برسيلين، لورد فير؛ ثم من أوتو الثالث بورن.[7]